# Rakovka (rivier)
De Rakovka (Russisch: Раковка) is een 76 kilometer lange rivier in het zuiden van de Russische kraj Primorje.
De rivier ontspringt op de noordwestelijke hellingen van het Prezjevalskigebergte en stroomt voornamelijk in noordwestelijke richting. De Rakovka mondt uit in de Razdolnaja. De breedte varieert van 6 tot 20 meter, hetgeen tijdens de zomerse overstromingen door aanhoudende zware regen kan oplopen tot 60 meter. De diepte varieert van 0,4 tot 0,7 meter.